# Gerolf Annemüller

Gerolf Annemüller beim Sommerfest der VLB 2014

Gerolf Annemüller (* 11. Februar 1937 in Kaulsdorf (Saale); † 7. Oktober 2020 in Berlin) war ein deutscher Brauwissenschaftler.

## Leben
Annemüller besuchte Schulen in Wittenberg und Schönebeck/Elbe von 1943 bis 1955. Anschließend machte er eine handwerkliche Ausbildung als Brauer und Mälzer beim VEB Diamant-Brauerei in Magdeburg und dem VEB Brauerei und Mälzerei Schönebeck.
Von 1957 bis 1960 studierte er Brautechnologie an der Humboldt-Universität zu Berlin (HUB); seine Diplom-Arbeit schrieb er über Wachstum und Stoffwechsel verschiedener Hefearten unter Verwendung von D-Galactose als alleiniger Kohlenhydratquelle. bei Fritz Windisch.
1960 bis 1963 war er Betriebsassistent, Schichtingenieur, Gütekontrolleur und Laborleiter im VEB Brauerei Dessau. Ab 1961 betrieb er im Fernstudium an der Ingenieurschule in Köthen/Bernburg eine Ausbildung als Ingenieur für chemisches Apparatewesen, das er 1967 erfolgreich abschloss.
Von 1963 bis 1967 war er Technologe im Leitbetrieb im VEB Vereinigte Brauereien Magdeburg; 1967 bis 1970 dann Technischer Leiter des Teilbetriebes Diamant.
Oswald Müke machte Annemüller zum Wissenschaftlichen Oberassistenten im Bereich Gärungstechnologie der Sektion Nahrungsgüterwirtschaft und Lebensmitteltechnologie der HUB. 1975 dissertierte er mit einer Arbeit zu Verfahren zur beschleunigten diskontinuierlichen Gärung und Reifung von hellen Vollbieren in zylondro-konischen Großtanks zum Dr. Ing. 1986 folgte die Promotion B mit der Arbeit Ein Beitrag zur Optimierung der Bierwürze-Qualität zum Dr. sc. techn.
Von 1986 bis 1993 war er Dozent im Bereich Gärungstechnologie; nach der Fusion der Fachbereiche von HUB und der Technischen Universität Berlin (TUB) am 1. Oktober 1992 wurde er am 7. Juni 1993 zum Universitätsprofessor und Leiter der fusionierten Fachbereiche ernannt.
Nach 1990 engagierte sich Annemüller in der Versuchs- und Lehranstalt für Brauerei (VLB) in Berlin und in der Gesellschaft für Geschichte des Brauwesens (GGB).
In der VLB war er vor allem tätig bei der Qualifizierung russischsprachiger Getränketechnologen und im Technisch-Wissenschaftlichen Ausschuss.

## Ehrungen
Annemüller erhielt 2015 die Goldenen Ehrennadel der VLB. Und er war Ehrenmitglied der Landesgruppe Berlin/Brandenburg des Deutschen Brau- und Malzmeisterbundes.

## Schriften (Auswahl)
- mit Hans J. Manger und Peter Lietz: Die Hefe in der Brauerei. Hefemanagement – Kulturhefe – Hefereinzucht – Hefepropagation im Bierherstellungsprozess. Versuchs- und Lehranstalt für Brauerei (VLB), Berlin 2005, ISBN 3-921690-50-1. + 3. überarbeitete Auflage 2013
- mit Hans J. Manger: Gärung und Reifung des Bieres. Grundlagen – Technologie – Anlagentechnik. VLB Berlin 2009
- Fachrechnen für Mälzerei- und Brauereitechnologen: Technologische Berechnungen, Richtwerte und Korrelationen zur Optimierung des Verfahrens.
- Processing of various adjuncts in beer production. VLB, Berlin 2013
- Klärung und Stabilisierung des Bieres. 2011
- Gärung und Reifung des Bieres. 2009
- Die Berliner Weiße. 2008
- Ein Beitrag zur Optimierung der Bierwürzequalität. 1986